# Bá tước xứ Devonshire
Bá tước xứ Devonshire (tiếng Anh: Earl of Devonshire) đã được tạo ra hai lần trong Đẳng cấp quý tộc Anh, lần đầu tiên vào năm 1603 cho Gia tộc Blount và sau đó được tái tạo vào năm 1618 cho Gia tộc Cavendish, và gia tộc này vẫn sở hữu tước vị Bá tước xứ Devonshire cho đến nay.
Không nên nhầm lẫn với tước hiệu Bá tước xứ Devon cổ xưa hơn thuộc Gia tộc Courtenay.

## Danh sách các Bá tước xứ Devonshire

### Bá tước xứ Devonshire, lần tạo ra đầu tiên (1603)

Huy hiệu của Gia tộc Blount

- Charles Blount, Bá tước thứ nhất xứ Devonshire (1563–1606)

### Bá tước xứ Devonshire, lần tạo ra thứ 2 (1618)

Huy hiệu Gia tộc Cavendish

- William Cavendish, Bá tước thứ nhất xứ Devonshire (1552–1626)
- William Cavendish, Bá tước thứ 2 xứ Devonshire (1591–1628)
- William Cavendish, Bá tước thứ 3 xứ Devonshire (1617–1684)
- William Cavendish, Công tước thứ nhất xứ Devonshire, Bá tước thứ 4 xứ Devonshire (1640–1707)
- William Cavendish, Công tước thứ 2 xứ Devonshire, Bá tước thứ 5 xứ Devonshire (1673–1729)
- William Cavendish, Công tước thứ 3 xứ Devonshire, Bá tước thứ 6 xứ Devonshire (1698–1755)
- William Cavendish, Công tước thứ 4 xứ Devonshire, Bá tước thứ 7 xứ Devonshire (1720–1764)
- William Cavendish, Công tước thứ 5 xứ Devonshire, Bá tước thứ 8 xứ Devonshire (1748–1811)
- William Cavendish, Công tước thứ 6 xứ Devonshire, Bá tước thứ 9 xứ Devonshire (1790–1858)
- William Cavendish, Công tước thứ 7 xứ Devonshire, Bá tước thứ 10 xứ Devonshire (1808–1891)
- Spencer Cavendish, Công tước thứ 8 xứ Devonshire, Bá tước thứ 11 xứ Devonshire (1833–1908)
- Victor Cavendish, Công tước thứ 9 xứ Devonshire, Bá tước thứ 12 xứ Devonshire (1868–1938)
- Edward Cavendish, Công tước thứ 10 xứ Devonshire, Bá tước thứ 13 xứ Devonshire (1895–1950)
- Andrew Cavendish, Công tước thứ 11 xứ Devonshire, Bá tước thứ 14 xứ Devonshire (1920–2004)
- Peregrine Cavendish, Công tước thứ 12 Devonshire, Bá tước thứ 15 xứ Devonshire (b. 1944)

Người thừa kế rõ ràng là con trai lớn của người nắm giữ ngôi vị công tước hiện tại, William Cavendish, Bá tước xứ Burlington (sinh năm 1969).